# Norops nebuloides
Norops nebuloides este o specie de șopârle din genul Norops, familia Polychrotidae, descrisă de Bocourt 1873. A fost clasificată de IUCN ca specie cu risc scăzut. Conform Catalogue of Life specia Norops nebuloides nu are subspecii cunoscute.